# Lovö församling

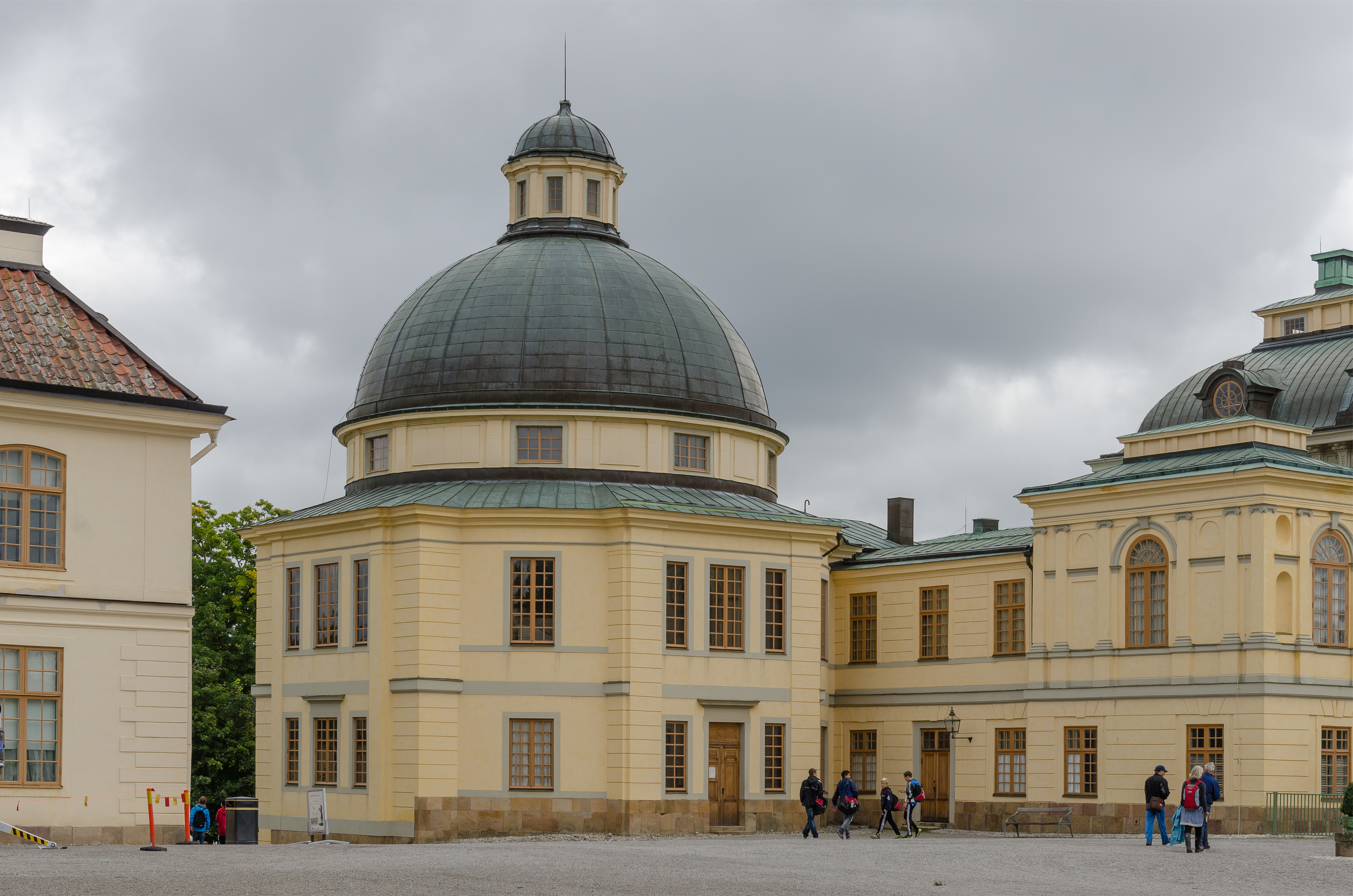
Drottningholms slottskyrka

Lovö församling är en församling i Ekerö pastorat i Birka kontrakt i Stockholms stift. Församlingen ligger i Ekerö kommun i Stockholms län.

## Administrativ historik
Församlingen har medeltida ursprung.
Församlingen utgjorde till 1962 ett eget pastorat för att därefter från 1962 vara annexförsamling i pastoratet Ekerö, Adelsö, Munsö och Lovö, från 2006 Ekerö, Adelsö-Munsö och Lovö.

## Befolkningsutveckling
| Befolkningsutvecklingen i Lovö församling 1805–2015 | Befolkningsutvecklingen i Lovö församling 1805–2015 | Befolkningsutvecklingen i Lovö församling 1805–2015 | Befolkningsutvecklingen i Lovö församling 1805–2015 | Befolkningsutvecklingen i Lovö församling 1805–2015 |
| --- | --------------------------------------------------- | --------------------------------------------------- | --------------------------------------------------- | --------------------------------------------------- |
| |                                                     |                                                     |                                                     |                                                     |
| År |                                                     |                                                     | Folkmängd                                           |                                                     |
| 1805 | 1805                                                |                                                     | 769                                                 |                                                     |
| 1810 | 1810                                                |                                                     | 693                                                 |                                                     |
| 1820 | 1820                                                |                                                     | 712                                                 |                                                     |
| 1830 | 1830                                                |                                                     | 796                                                 |                                                     |
| 1840 | 1840                                                |                                                     | 729                                                 |                                                     |
| 1850 | 1850                                                |                                                     | 860                                                 |                                                     |
| 1860 | 1860                                                |                                                     | 933                                                 |                                                     |
| 1870 | 1870                                                |                                                     | 940                                                 |                                                     |
| 1880 | 1880                                                |                                                     | 987                                                 |                                                     |
| 1890 | 1890                                                |                                                     | 991                                                 |                                                     |
| 1900 | 1900                                                |                                                     | 1 110                                               |                                                     |
| 1910 | 1910                                                |                                                     | 994                                                 |                                                     |
| 1920 | 1920                                                |                                                     | 978                                                 |                                                     |
| 1930 | 1930                                                |                                                     | 1 007                                               |                                                     |
| 1935 | 1935                                                |                                                     | 1 076                                               |                                                     |
| 1940 | 1940                                                |                                                     | 1 029                                               |                                                     |
| 1945 | 1945                                                |                                                     | 1 085                                               |                                                     |
| 1950 | 1950                                                |                                                     | 1 089                                               |                                                     |
| 1955 | 1955                                                |                                                     | 1 094                                               |                                                     |
| 1960 | 1960                                                |                                                     | 1 010                                               |                                                     |
| 1965 | 1965                                                |                                                     | 952                                                 |                                                     |
| 1970 | 1970                                                |                                                     | 825                                                 |                                                     |
| 1975 | 1975                                                |                                                     | 770                                                 |                                                     |
| 1980 | 1980                                                |                                                     | 730                                                 |                                                     |
| 1985 | 1985                                                |                                                     | 740                                                 |                                                     |
| 1990 | 1990                                                |                                                     | 823                                                 |                                                     |
| 1995 | 1995                                                |                                                     | 935                                                 |                                                     |
| 2000 | 2000                                                |                                                     | 1 004                                               |                                                     |
| 2005 | 2005                                                |                                                     | 953                                                 |                                                     |
| 2010 | 2010                                                |                                                     | 953                                                 |                                                     |
| 2015 | 2015                                                |                                                     | 992                                                 |                                                     |
| Anm: För åren 1805-1945: befolkning enligt folkräkning 31 december enligt den administrativa indelningen den 1 januari följande år. 1950 avser befolkning enligt folkräkning den 31 december enligt den administrativa indelningen den 1 januari 1952. 1960-1970 avser befolkning enligt folkräkning den 1 november enligt den administrativa indelningen den 1 januari följande år. För åren 1955 samt 1975-2015: befolkning 31 december enligt den administrativa indelningen den 1 januari följande år. Sedan 1 januari 2016 sker inte folkbokföring per församling och därmed kan det hända att vissa personer inte ingår i församlingens folkmängd då de är skrivna på den fiktiva fastigheten På kommunen skriven som inte delas upp på församlingsnivå då de inte kunnat folkbokföras på en särskild befintlig fastighet. Den totala befolkningen i Svenska kyrkans församlingar är därför något lägre än den totala befolkningen i riket. |                                                     |                                                     |                                                     |                                                     |

## Kyrkoherdar
| Ämbetstid | Namn                           | Levnadstid | Övrigt                                    |
| --------- | ------------------------------ | ---------- | ----------------------------------------- |
| 1289      | Johannes                       |            |                                           |
| 1298      | Nicolaus                       |            |                                           |
| 1556      | Laurentius                     |            |                                           |
| 1593      | Johannes Martini               |            |                                           |
| 1596-1634 | Laurentius Andreae             | -1634      |                                           |
| 1634-1639 | Jacobus Johannis Zebrozynthius | 1582-1642  | Senare biskop i Strängnäs stift.          |
| 1640-1649 | Olof Laurelius                 |            | Senare kyrkoherde i Danmarks församling.  |
| 1649-1664 | Erik Gabrielsson Emporagrius   | 1606-1674  | Senare biskop i Strängnäs stift.          |
| 1665-1667 | Samuel Edh                     | -1667      |                                           |
| 1668-1686 | Eric Staaf                     |            | Senare kyrkoherde i Enköpings församling. |
| 1686-1711 | Matthias Iser                  | 1645-1725  | Senare biskop i Västerås stift.           |
| 1711-1737 | Eric Kihlmark                  | 1663-1737  |                                           |
| 1738-1754 | Anders Norinder                | 1702-1754  |                                           |
| 1755–1763 | Jöns Lind                      | 1723–1785  | Senare kyrkoherde i Osby församling.      |
| 1763-1776 | Eric Beyersten                 |            | Senare kyrkoherde i Färentuna församling. |
| 1777–1779 | Johan Wingård                  | 1738–1818  | Senare biskop i Göteborgs stift.          |
| 1781-1785 | Carl Edvard Taube              | 1746-1785  | Senare kyrkoherde i Bromma församling.    |
| 1786–1788 | Pehr Olofsson Fredell          | 1754–1788  |                                           |
| 1788-1791 | Carl Petter Ståhlén            | 1756-1791  |                                           |
| 1792-1801 | Carl Fredric Hjertstedt        | 1756-1813  | Senare kyrkoherde i Munktorps församling. |
| 1802-1812 | Daniel Ullgren                 |            | Senare kyrkoherde i Söderala församling.  |
| 1812-     | Carl Christian Lilljenwalldh   | 1769-1845  |                                           |
|           | Erik Nordenson                 | 1805–1887  |                                           |
| 1901–1904 | Adolf Johansson                | 1853–1940  |                                           |
| 1904–     | Johannes Norrby                | 1870–1936  |                                           |
| 1949–1971 | Anders Frostenson              | 1906–2006  |                                           |

## Klockare och organister
| Ämbetstid       | Namn                    | Levnadstid | Övrigt                 |
| --------------- | ----------------------- | ---------- | ---------------------- |
| 1603            | Eskil                   |            | Klockare               |
| 1607, 1608-1618 | Simon                   |            | Klockare               |
| 1618-1621, 1635 | Daniel                  |            | Klockare               |
|                 | Olof Mattsson           |            | Klockare               |
| 1669            | Olof Larsson            |            | Klockare               |
| 1689-1698       | Johan Larsson           | 1656       | Klockare               |
| 1699-1700       | Mårten Mårtensson       | 1670-1740  | Klockare               |
| 1701-1704       | Jonas Andersson         | 1679-1704  | Klockare               |
| 1712-1752       | Anders Bengtsson Gardt  | 1688-1752  |                        |
| 1755-1797       | Magnus Eklund           | 1729-1797  | Klockare               |
| 1797-1804       | Johan Olof Ekström      | 1771-1808  | Klockare och organist  |
| 1804-1824       | Anders Bringetofft      | 1761-1824  | Klockare och organist. |
| 1825            | Fredrik Resin           | –1826      | Klockare och organist. |
| 1827-           | Erik Hållén             | 1803-      | Klockare och organist. |
| 1858-           | Johan Gustaf Westergren | 1835-      | Klockare och organist. |

## Kyrkor
- Lovö kyrka
- Drottningholms slottskyrka